# Municipio de Lewis (condado de Holt)
El municipio de Lewis (en inglés: Lewis Township) es un municipio ubicado en el condado de Holt en el estado estadounidense de Misuri. En el año 2010 tenía una población de 1051 habitantes y una densidad poblacional de 11,57 personas por km².

## Geografía
El municipio de Lewis se encuentra ubicado en las coordenadas 39°58′49″N 95°8′35″O / 39.98028, -95.14306. Según la Oficina del Censo de los Estados Unidos, el municipio tiene una superficie total de 90.82 km², de la cual 90,36 km² corresponden a tierra firme y (0,5 %) 0,46 km² es agua.

## Demografía
Según el censo de 2010, había 1051 personas residiendo en el municipio de Lewis. La densidad de población era de 11,57 hab./km². De los 1051 habitantes, el municipio de Lewis estaba compuesto por el 98,48 % blancos, el 0,48 % eran amerindios, el 0,38 % eran asiáticos y el 0,67 % eran de una mezcla de razas. Del total de la población el 0,19 % eran hispanos o latinos de cualquier raza.